# La Ceiba, Citlaltépetl
La Ceiba är en ort i Mexiko.   Den ligger i kommunen Citlaltépetl och delstaten Veracruz, i den sydöstra delen av landet, 250 km nordost om huvudstaden Mexico City. La Ceiba ligger 135 meter över havet och antalet invånare är 402.
Terrängen runt La Ceiba är platt åt nordväst, men åt sydost är den kuperad. Runt La Ceiba är det ganska glesbefolkat, med 43 invånare per kvadratkilometer. Närmaste större samhälle är Tamalín, 8,4 km öster om La Ceiba. Omgivningarna runt La Ceiba är en mosaik av jordbruksmark och naturlig växtlighet.